# Aidan Read
Pas d'image ? Cliquez ici
Aidan Read est un pilote de course automobile australien qui participe à des épreuves d'endurance au volant de voitures de Sport-prototype dans des championnats tels que l'European Le Mans Series et l'Asian Le Mans Series ou de voitures de Grand tourisme dans des championnats tels que le WeatherTech SportsCar Championship.

## Palmarès

### Résultats enWeatherTech SportsCar Championship
| Année | Écurie            | Châssis    | Moteur             | Classe | 1     | 2     | 3   | 4   | 5     | 6   | 7   | 8   | 9   | 10  | 11  | 12       | Position | Points |
| ----- | ----------------- | ---------- | ------------------ | ------ | ----- | ----- | --- | --- | ----- | --- | --- | --- | --- | --- | --- | -------- | -------- | ------ |
| 2021  | Turner Motorsport | BMW M6 GT3 | BMW 4,4 L V8 Turbo | GTD    | DAY 6 | SEB 8 | MOH | BEL | WGL 1 | WGL | LIM | ELK | LGA | LBH | VIR | ATL Abd. | 23e      | 1158   |

### Résultats enEuropean Le Mans Series
| Année | Écurie                    | Châssis        | Moteur                    | Classe | 1   | 2   | 3   | 4   | 5        | 6   | Position | Points |
| ----- | ------------------------- | -------------- | ------------------------- | ------ | --- | --- | --- | --- | -------- | --- | -------- | ------ |
| 2021  | Inter Europol Competition | Ligier JS P320 | Nissan VK56 5,6 l V8 Atmo | LMP3   | BAR | RBR | LEC | MON | SPA Abd. | POR | 30e      | 0      |

### Résultats enAsian Le Mans Series
| Année     | Écurie             | Châssis        | Moteur                      | Classe | 1     | 2        | 3     | 4     | Position | Points |
| --------- | ------------------ | -------------- | --------------------------- | ------ | ----- | -------- | ----- | ----- | -------- | ------ |
| 2016-2017 | Algarve Pro Racing | Ligier JS P2   | Nissan VK50VE 5,0 l V8 Atmo | LMP3   | ZHU 3 |          |       |       | 10e      | 26     |
| 2016-2017 | Wineurasia         | Ligier JS P3   | Nissan VK45DE 4,5 l V8 Atmo | LMP3   |       | FUJ Abd. | BUR 5 | SEP   | 14e      | 10     |
| 2018-2019 | Eurasia Motorsport | Ligier JS P3   | Nissan VK50VE 5,0 l V8 Atmo | LMP3   | ZHU 3 | FUJ Nc.  | BUR 6 | SEP 6 | 6e       | 31     |
| 2019-2020 | Eurasia Motorsport | Ligier JS P217 | Gibson GK428 4,2 l V8 Atmo  | LMP2   | SHA 2 | BEN 2    | SEP 2 | CHA 5 | 3e       | 65     |